# Jean-Baptiste Tournassoud
Jean-Baptiste Tournassoud (3. května 1866 – 5. ledna 1951) byl francouzský fotograf a vojenský důstojník.

## Životopis
Tournassoud se narodil 3. května 1866 v Montmerle-sur-Saône . Na konci své základní vojenské služby v roce 1887 Tounassoud zůstal u armády a zahájil vojenskou kariéru.
Byl průkopníkem barevné fotografie pomocí autochromových desek.
Od 30. října 1918 do 30. září 1919 byl ředitelem Fotografické a kinematografické služby ve válce (francouzsky: Service photographique et cinématographique de la guerre – SPCG).
V roce 1920 odešel z armády, usadil se v Montmerle a zůstal fotografem až do své smrti roku 1951, ve věku 84 let.
Tournassoud zanechal ve své tvorbě tisíce fotografií, černobílých i barevných.

## Sbírky
Sbírky jeho děl vlastní:
- Institut Lumière, Lyon
- Musée des Pays de l'Ain, Bourg-en-Bresse
- Musée Nicéphore-Niépce, Châlon-sur-Saône
- Musée Clemenceau, Paříž
- Muzeum Velké války, Château de Péronne, Somme, Francie

## Galerie

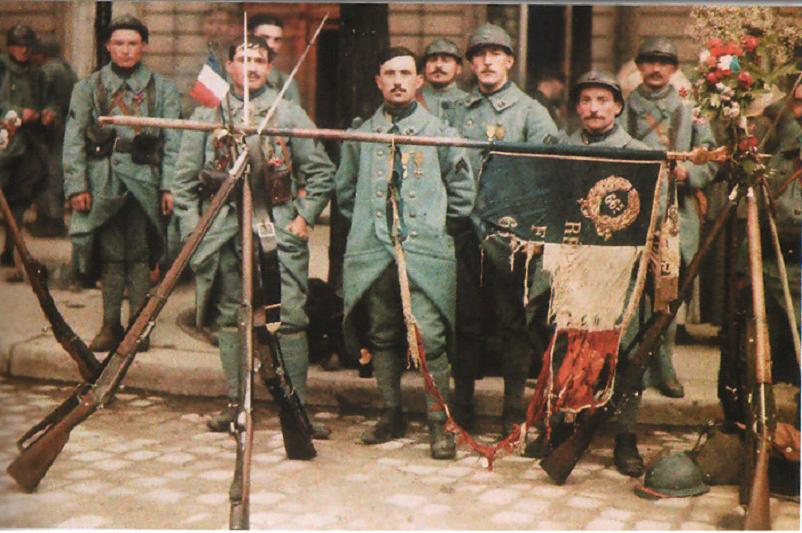
Drapeau du 66, Zuávové, Severoafričtí vojáci, 1917, autochrom
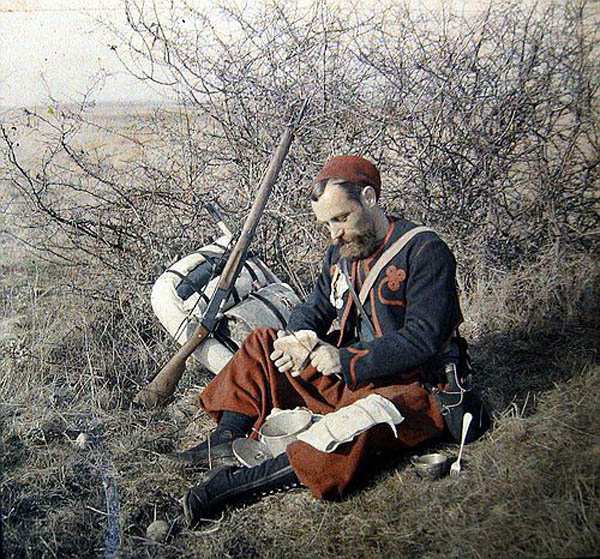
Zuávové, 1914
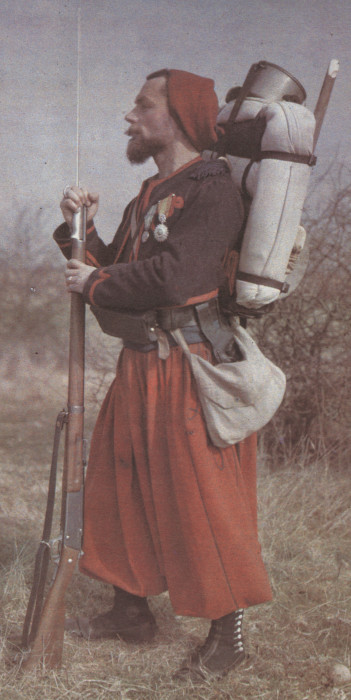
Zuávové, výstroj pro vojskové manévry
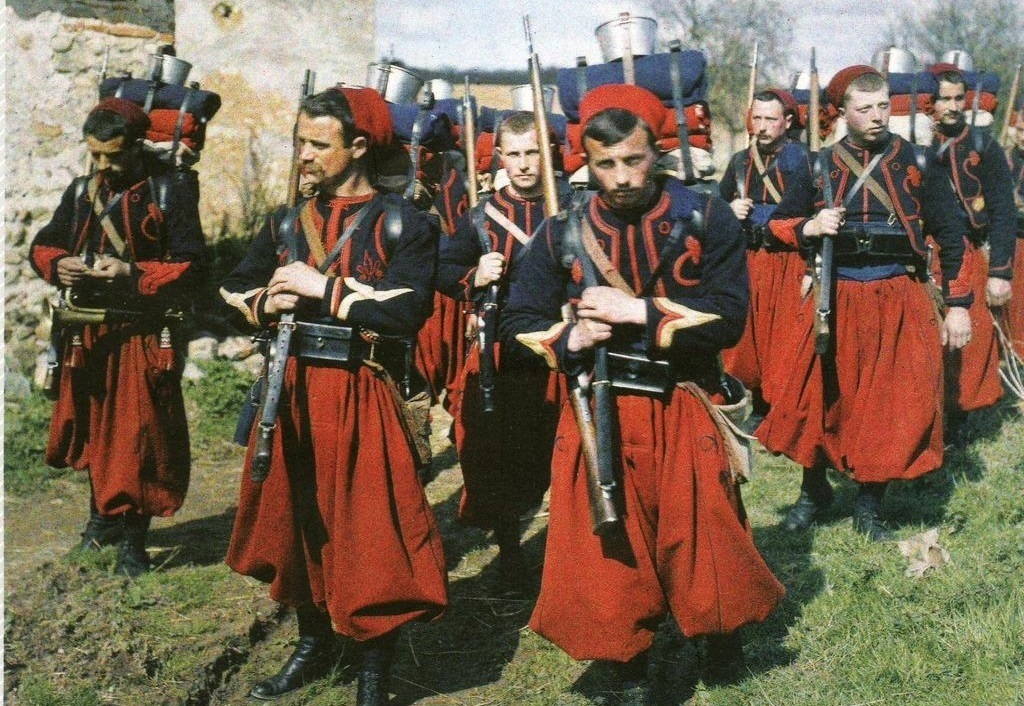
Zuávové během první světové války
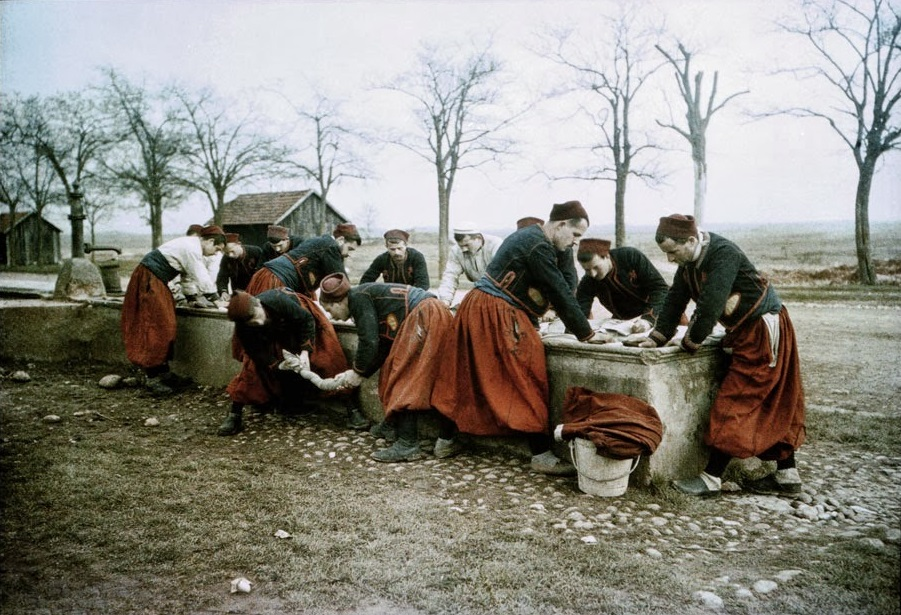
Zuávové perou své uniformy